# Jay White
Jamie White, meglio noto come Jay White (Auckland, 9 ottobre 1992), è un wrestler neozelandese, sotto contratto con la All Elite Wrestling è stato detentore del AEW World Trios Championship.

## Carriera

### Circuito indipendente (2013–2015)
Dopo essere stato allenato da Thomas Jones, Jay White debutta nel 2013 in alcune federazioni del circuito indipendente inglese. Agli inizi del 2014 ha modo di affiancare Prince Devitt in un tag team match e di scambiare con lui il suo numero di telefono al termine dell'incontro.

### New Japan Pro-Wrestling (2015–2023)
Ad inizio 2015 Jay White viene contattato da Bad Luck Fale, compagno di Prince Devitt nel Bullet Club, che gli offre un posto nel settore di sviluppo della New Japan Pro-Wrestling; dopo alcuni mesi White incontra nuovamente Fale, il quale lo convince a trasferirsi in Giappone. White debutta nella New Japan Pro-Wrestling nel mese di febbraio collezionando, come di consueto per i nuovi arrivati, una lunga serie di sconfitte.
Nell'estate del 2016 viene inviato, per fare ulteriore esperienza, nelle federazioni affiliate alla NJPW, tra cui la Revolution Pro Wrestling.
Nell'autunno del 2017 fa ritorno in Giappone; inizialmente presentato come il misterioso "Switchblade", oggetto di promo per diversi mesi, il 5 novembre ritorna all'evento Power Struggle e sfida Hiroshi Tanahashi per il titolo intercontinentale a Wrestle Kingdom 12, venendo però sconfitto. Il 5 gennaio 2018 finge di affiliarsi al Bullet Club per poi unirsi alla fazione rivale, il Chaos, in modo da poter affrontare Kenny Omega: infatti il 28 gennaio, a New Beginning, sconfigge Omega e diventa il nuovo campione statunitense, perdendo poi il titolo il 7 luglio seguente all'evento G1 Special contro Juice Robinson.
Nell'estate del 2018 debutta nel G1 Climax, il torneo principale della New Japan Pro-Wrestling, chiudendo al terzo posto nel girone A e ottenendo importanti vittorie contro Kazuchika Okada e Hiroshi Tanahashi; al termine della finale tra Tanahashi e Kōta Ibushi, attacca entrambi i contendenti grazie all'aiuto di Gedo, storico manager di Okada. L'8 ottobre, a King of Pro Wrestling, si unisce al Bullet Club dopo aver attaccato Okada e abbandonato definitivamente il Chaos; poche settimane più tardi, viene nominato capo del Bullet Club da parte di Bad Luck Fale e Tama Tonga in seguito alla fuoriuscita dell'Elite.
Il 4 gennaio 2019, a Wrestle Kingdom 13, sconfigge il suo ex mentore Kazuchika Okada, mentre l'11 febbraio, a New Beginning, vince l'IWGP Heavyweight Championship per la prima volta in carriera dopo aver battuto Hiroshi Tanahashi; tuttavia il 6 aprile, a G1 Supercard, perde la cintura contro il rientrante Okada.
Nell'estate del 2019 partecipa nuovamente al G1 Climax, vincendo il girone B ma perdendo la finale contro Kōta Ibushi. Il 22 settembre, a Destruction, sconfigge Tetsuya Naito conquistando il titolo intercontinentale, ma lo perde il 4 gennaio 2020, a Wrestle Kingdom 14, nella rivincita contro Naito.
Dopo una lunga assenza dovuta alla pandemia di COVID-19, che non gli permetteva di viaggiare in Giappone, fa il suo ritorno nella New Japan Pro-Wrestling il 21 agosto seguente, perdendo un tag team match in coppia con Chase Owens contro Brody King e Flip Gordon. Nel mese di ottobre prende parte al G1 Climax, giungendo al terzo posto nel girone A.

### Impact Wrestling (2021–2022)
Il 17 luglio 2021, a Slammiversary, Jay White ha fatto la sua prima apparizione ad Impact Wrestling, attaccando David Finlay dopo essersi confrontato con Kenny Omega e i Good Brothers. Nella puntata di Impact del 29 luglio White ha fatto coppia con Chris Bey, ma i due sono stati sconfitti dai Good Brothers; la settimana successiva White ha accompagnato Bey in un match vittorioso contro Juice Robinson, al termine del quale lo ha ufficialmente accolto nel Bullet Club.
Il 19 febbraio 2022, a No Surrender, ha sconfitto Eric Young; la sera stessa ha attaccato Tama Tonga e Tanga Loa, suoi compagni nel Bullet Club, per aiutare i Good Brothers a mantenere l'Impact World Tag Team Championship e festeggiando con loro con il gesto del Too Sweet.

### All Elite Wrestling (2022–presente)
Nella puntata di Dynamite del 9 febbraio 2022 Jay White ha fatto la sua prima apparizione nella All Elite Wrestling, aiutando Adam Cole e gli Young Bucks ad attaccare Rocky Romero e Trent Beretta nel backstage; due giorni dopo, a Rampage, ha attaccato nuovamente Beretta dopo che quest'ultimo, insieme a Rocky Romero, aveva perso un tag team match contro gli Young Bucks.

## Vita privata
Jay White è sposato dal 2022 con una donna di nome Savanna Price.

## Personaggio

### Mosse finali
- Sleeper suplex
- Blade Runner (Swinging reverse STO)
- Inverted figure-four leglock – 2015-2017

### Manager
- Gedo

### Soprannomi
- "King Switch"
- "Knife Pervert"
- "Switchblade"

## Titoli e riconoscimenti
- All Elite Wrestling
  - AEW World Trios Championship (1) - con Austin Gunn e Colten Gunn[1]
- New Japan Pro-Wrestling
  - IWGP Heavyweight Championship (1)
  - IWGP World Heavyweight Championship (1)
  - IWGP Intercontinental Championship (1)
  - IWGP United States Championship (1)
  - NEVER Openweight Championship (1)

- Pro Wrestling Illustrated
  - 12º tra i 500 migliori wrestler singoli nella PWI 500 (2019)